# Martin Bruchmann

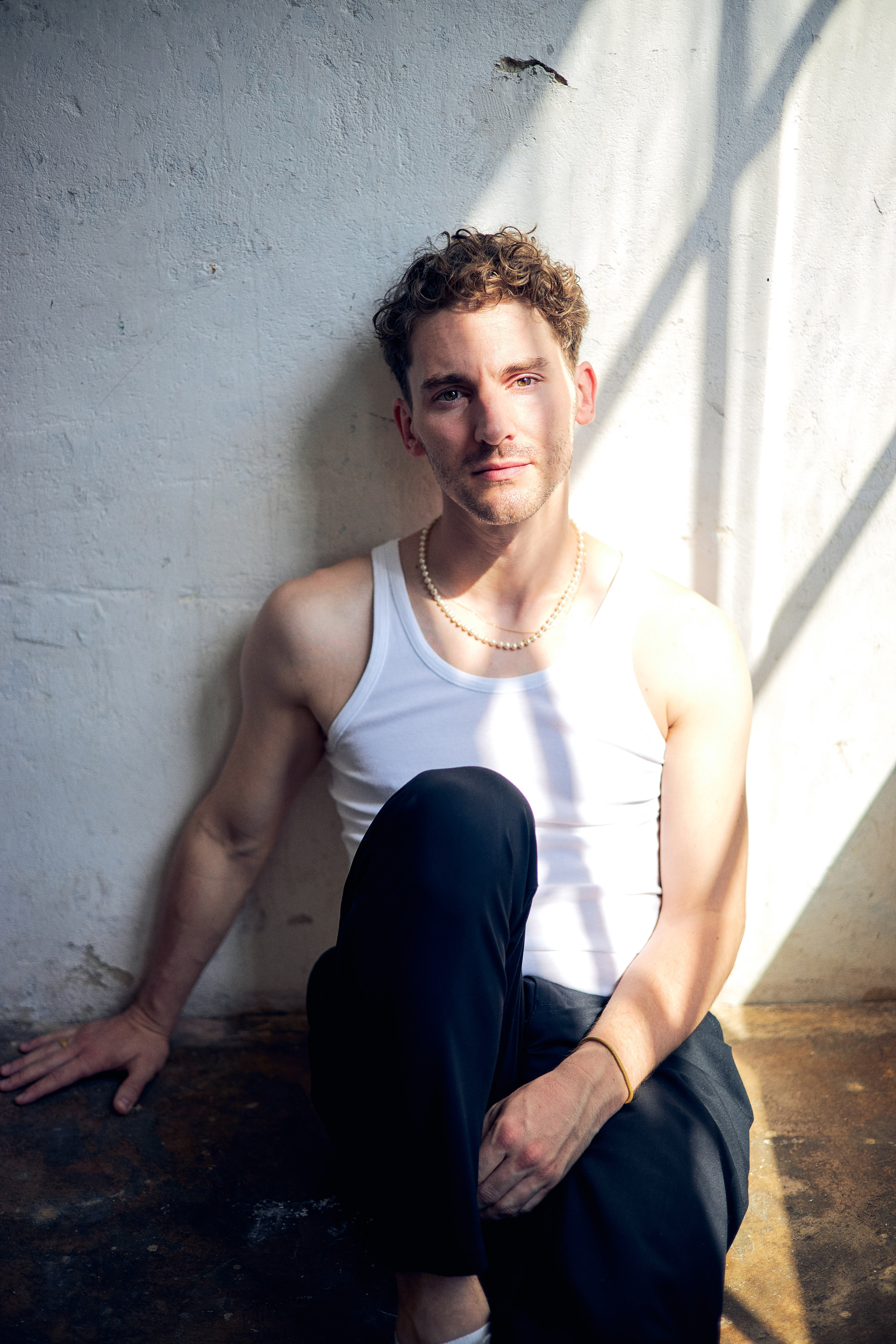
Martin Bruchmann, 2022

Martin Bruchmann (* 18. September 1989 in Leipzig) ist ein deutscher Schauspieler und Musiker.

## Leben
Martin Bruchmann absolvierte sein Schauspielstudium von 2009 bis 2013 an der Hochschule für Musik und Theater „Felix Mendelssohn Bartholdy“ in Leipzig. Während seines Studiums trat er bereits am neuen theater Halle auf. Die Studioinszenierung Ungehorsam (nach H. Ibsens Ein Volksfeind, Regie: Martina Eitner-Acheampong), in der Bruchmann ebenfalls mitwirkte, erhielt 2012 den Grand Prix der Jury des 19. Internationalen Schauspielschultreffens „Istropolitana“ in Bratislava.
Nach Abschluss seines Studiums war er von 2013 bis 2016 in seinem ersten Festengagement am Staatstheater Nürnberg engagiert. Hier spielte er u. a. die Titelrolle in Don Carlos (Premiere: Spielzeit 2013/14, Regie: Schirin Khodadadian), Eteokles in Ödipus Stadt nach Motiven von Sophokles, Euripides und Aischylos (Premiere: Spielzeit 2014/15, Regie: Klaus Kusenberg), den Musiker Schaunard in Das Leben der Bohème (UA, Premiere: Spielzeit 2014/15, Regie: Stefan Otteni) und den Major Lars Koch in dem Theaterstück Terror von Ferdinand von Schirach (Premiere: Spielzeit 2015/16, Regie: Frank Behnke). In der Spielzeit 2016/17 war er weiterhin als Gast am Staatstheater Nürnberg engagiert.
In der Spielzeit 2016/17 übernahm Bruchmann am Theater Münster die Rollen Lennox/Snyder in der Brecht-Inszenierung Die heilige Johanna der Schlachthöfe (Regie: Frank Behnke). 2017 gastierte er am Jungen Deutschen Theater in dem Zwei-Personen-Klassenzimmerstück Das hier ist kein Tagebuch von Erna Sassen. In der Spielzeit 2017/18 wirkte er am Staatstheater Nürnberg in dem Theaterprojekt Ein Fest für Atatürk mit.
Ab der Spielzeit 2018/19 war Bruchmann festes Ensemblemitglied am Schauspiel Stuttgart, wo er seit der Spielzeit 2021/22 als Gast tätig ist. Dort spielte er z. B. in der Spielzeit 2018/19 in der Inszenierung Vögel von Wajdi Mouawad die Hauptrolle Eitan, bei der er auf Bühne innerhalb kürzester Zeit zwischen Deutsch, Englisch und Hebräisch wechselte. Für seine Rolle wurde er in der Kritikerumfrage der Zeitschrift Theater Heute als „Bester Nachwuchsschauspieler“ nominiert. Im Stück Verbrennungen, ebenfalls von Wajdi Mouawad, war er in der Spielzeit 2021/22 als Nihat wiederum in drei Sprachen zu hören, diesmal in Englisch, Hebräisch und Arabisch.
Noch vor seinem Studium stand er bereits vor der Kamera. Bruchmann arbeitet mittlerweile regelmäßig für Kino, Film und Fernsehen und wirkte in Filmen der ARD und des ZDF mit, u. a. in der Verfilmung von Uwe Tellkamps Dresden-Roman Der Turm (2012) unter der Regie von Christian Schwochow und in dem ZDF-Dreiteiler Unsere Mütter, unsere Väter (2013, Regie: Philipp Kadelbach).
Mehrfach wirkte er in der Fernsehreihe Tatort mit, u. a. als Star-Pianist und Frauenschwarm Christian von Meeren im Tatort: Borowski und der Engel (Erstausstrahlung: Dezember 2013) in einer Hauptrolle. Einen Kurzauftritt als Pornodarsteller hatte er im Münchner Tatort: Hardcore (Erstausstrahlung: Oktober 2017).
In der ZDF-Krimiserie SOKO Leipzig (2015) war er in einer Episodenhauptrolle zu sehen, in der er den Popstar Ben Remus, der, als er einen Einbrecher in seinem Haus vermutet, in Panik durch eine geschlossene Tür schießt und seine Frau ermordet, verkörperte. Episodenrollen hatte er außerdem in den Fernsehserien Alles Klara (2013, als spielsüchtiger Sohn) und Notruf Hafenkante (2016, als Student einer Hamburger Eliteuniversität). In der ersten Staffel der im März 2018 neu platzierten ZDF-Krimiserie SOKO Hamburg übernahm Bruchmann eine weitere Episodenhauptrolle als tatverdächtiger Bäckergeselle Timo Fenne. In Florian Henckel von Donnersmarcks Kinofilm Werk ohne Autor, der im Oktober 2018 in die Kinos kam, spielte Bruchmann einen Kunststudenten. Im 6. Film der TV-Reihe Der Lissabon-Krimi (2020) spielte Bruchmann eine der Hauptrollen, den charismatischen Anführer einer Gruppe von Ökoterroristen Miguel Alcántara, der unter Mordverdacht gerät. In der Miniserie Eldorado KaDeWe – Jetzt ist unsere Zeit (2021/22) hatte er eine durchgehende Nebenrolle als toter Kriegskamerad Karl des KaDeWe-Erben Harry Jandorf (Joel Basman). In der 18. Staffel der ZDF-Serie SOKO Köln (2021) war er der tatverdächtige Schein-Ehemann einer ermordeten, lesbischen chinesischen Kunsthistorikerin. In der 13. Staffel der ZDF-Serie Die Bergretter (2022) spielte Bruchmann eine dramatische Episodenhauptrolle als Inhaber einer Eventagentur, der gemeinsam mit seinem Freund nach einer durchzechten Partynacht Fahrerflucht beging und von seiner Vergangenheit eingeholt wird. In der 16. Staffel der ZDF-Serie Notruf Hafenkante (2022) übernahm Bruchmann eine der Episodenhauptrollen als tatverdächtige Dragqueen „Fleur de Nuit“. 2022 drehte er für die internationale Serie The Turkish Detective für paramount +.
Im Februar 2021 outete er sich im Rahmen der Initiative #actout im SZ-Magazin mit 185 anderen lesbischen, schwulen, bisexuellen, queeren, nicht-binären und trans* Schauspielern. Bruchmann lebt in Berlin.

## Musik
Neben der Schauspielerei widmet sich Bruchmann der Musik. In seiner Kindheit brachte er sich Gitarre, Klavier und Schlagzeug selbst bei und sang in verschiedenen Bands.
2021 nahm er den Song „Anders“ auf und organisierte die Diversity-Spendenaktion #WieDuNurAnders. Mit dem Erlös unterstützte Bruchmann die Initiative Grundgesetz für Alle. Im September 2022 veröffentlichte er den Song Dreizehn, in dem er seine Kindheit thematisiert. Im November 2022 erschienen seine Debüt-EP und der gleichnamige Musik-Kurzfilm Wer wär ich heute, wenn ich damals nicht gegangen wär.

## Diskografie

### Singles
- 2020: Hör nicht auf
- 2020: Soldaten der Liebe
- 2021: Ticket
- 2021: Anders
- 2022: Dreizehn
- 2022: Schatten
- 2022: Zukunft

### EP
- 2022: Wer wär ich heute, wenn ich damals nicht gegangen wär

## Filmografie (Auswahl)
- 2010: Schloss Einstein (Fernsehserie)
- 2010: Tatort: Heimwärts (Fernsehreihe)
- 2011: Ich habe dir nie erzählt, womit ich mein Geld verdiene (Dokumentarfilm)
- 2012: Der Turm (Fernsehfilm)
- 2012: Silent Youth (Kinofilm)
- 2013: Unsere Mütter, unsere Väter (Fernsehfilm)
- 2013: Alles Klara: Zur Strecke gebracht (Fernsehserie, eine Folge)
- 2013: Tatort: Borowski und der Engel (Fernsehreihe)
- 2015: SOKO Leipzig: Schuss durch die Tür (Fernsehserie, eine Folge)
- 2015: Deutschland 83: Quantum Jump (Fernsehserie, eine Folge)
- 2016: Notruf Hafenkante: Bis zum Umfallen (Fernsehserie, eine Folge)
- 2017: Tatort: Hardcore (Fernsehreihe)
- 2018: SOKO Hamburg: Mitten ins Herz (Fernsehserie, eine Folge)
- 2018: Morden im Norden: Dunkle Wasser (Fernsehserie, eine Folge)
- 2018: Werk ohne Autor (Kinofilm)
- 2020: Der Lissabon-Krimi: Die verlorene Tochter (Fernsehserie)
- 2021: All You Need: Der Gast (Fernsehserie, eine Folge)
- 2021: Eldorado KaDeWe – Jetzt ist unsere Zeit (Fernsehserie)
- 2021: SOKO Köln: Just married (Fernsehserie, eine Folge)
- 2022: Die Bergretter: Dieses eine Leben (Fernsehserie, eine Folge)
- 2022: Notruf Hafenkante: Drag Queen (Fernsehserie, eine Folge)
- 2023: Das Traumschiff: Utah (Fernsehreihe)
- 2024: Marie Brand und die lange Nase (Fernsehreihe)
- 2024: Jenseits der Spree: Dunkelfeld (1) (Fernsehserie, eine Folge)